# 完成予想図

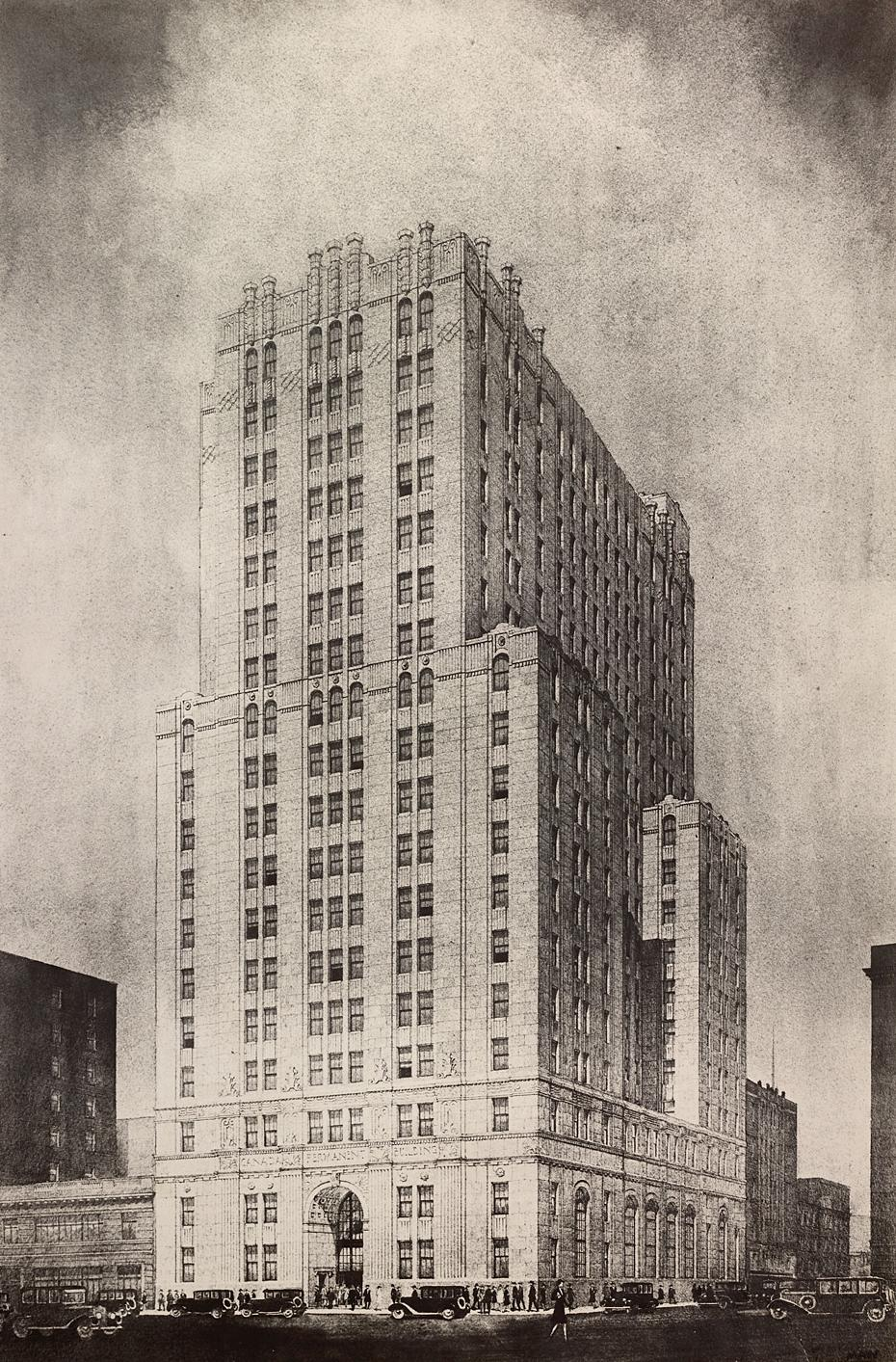
カナダ 、トロント、カナダパーマネントトラストビルの建築レンダリング

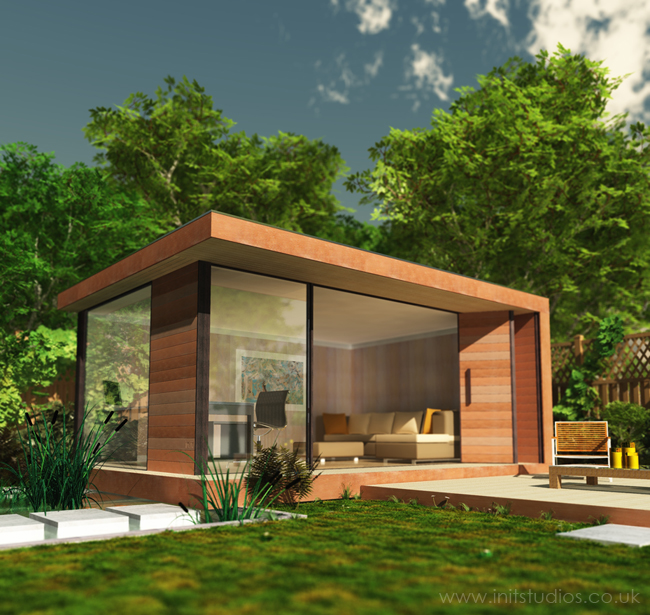
3次元コンピュータグラフィックスによる完成予想図（建築パース）

完成予想図（かんせいよそうず）とは、建築や鉄道・道路・広場空間・その他の公共施設など土木工事での施設・工作物、庭や公園といった造園空間、住宅街や計画都市などの完成予想を図示したもの。また、完成予想のイメージを描いたものはイメージパースとも呼ばれる。 
一般的には、営業・広報的な資料として用いられて来たが、最近ではCGを用いたものが作成され、多方向からの視点で建造物の景観への影響などの検討にも用いられる。
一般的に着工時・製作開始時の図面や設計図から作画するため、完成までに計画変更等があった場合、多くの場合は予想図に反映されない。
建築物などの宣伝材料とする場合は、建設中の建物のみで周辺の情景などを描かず、周囲の環境などを意図的に隠蔽する用途に用いられる事もある。
逆に空中写真など実景に合成されることもあり、この場合は積極的に景観シミュレーションを行い、周辺から見たときのイメージをつかみやすくする手段でもある。
なお、提案された建築設計の属性を示す2次元の画像またはアニメーションを作成する技術を建築レンダリング  (Architectural rendering) 、または建築イラスト  (architectural illustration) などと呼ばれる。 
建築 、場所、および不動産マーケティングのための今日の計画およびマーケティングプロセスの不可欠な部分であり、ソフトウェアベースのジオメトリ 、マテリアルプロパティ、およびシーン内の露出のフォトリアリスティックシミュレーションによる詳細な3D視覚化が含まれます。 
実際には、建築レンダリングは、建物の内部、外部ビュー、オブジェクトの鳥瞰図、アニメーション、さらには360度のパノラマを生成でき、これらは フロアプランとビューが抽象的でわかりにくいプロジェクトを忠実に示している。 

## コンピューター生成

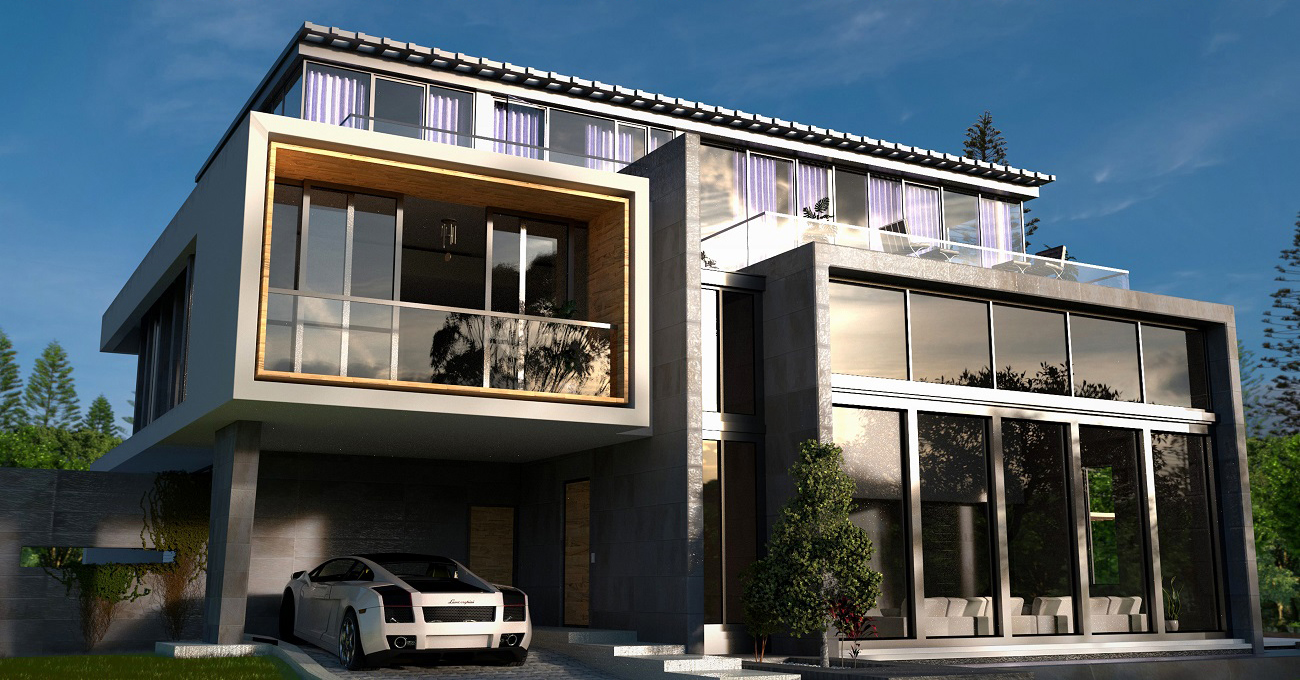
Blenderで作成された建築レンダリング

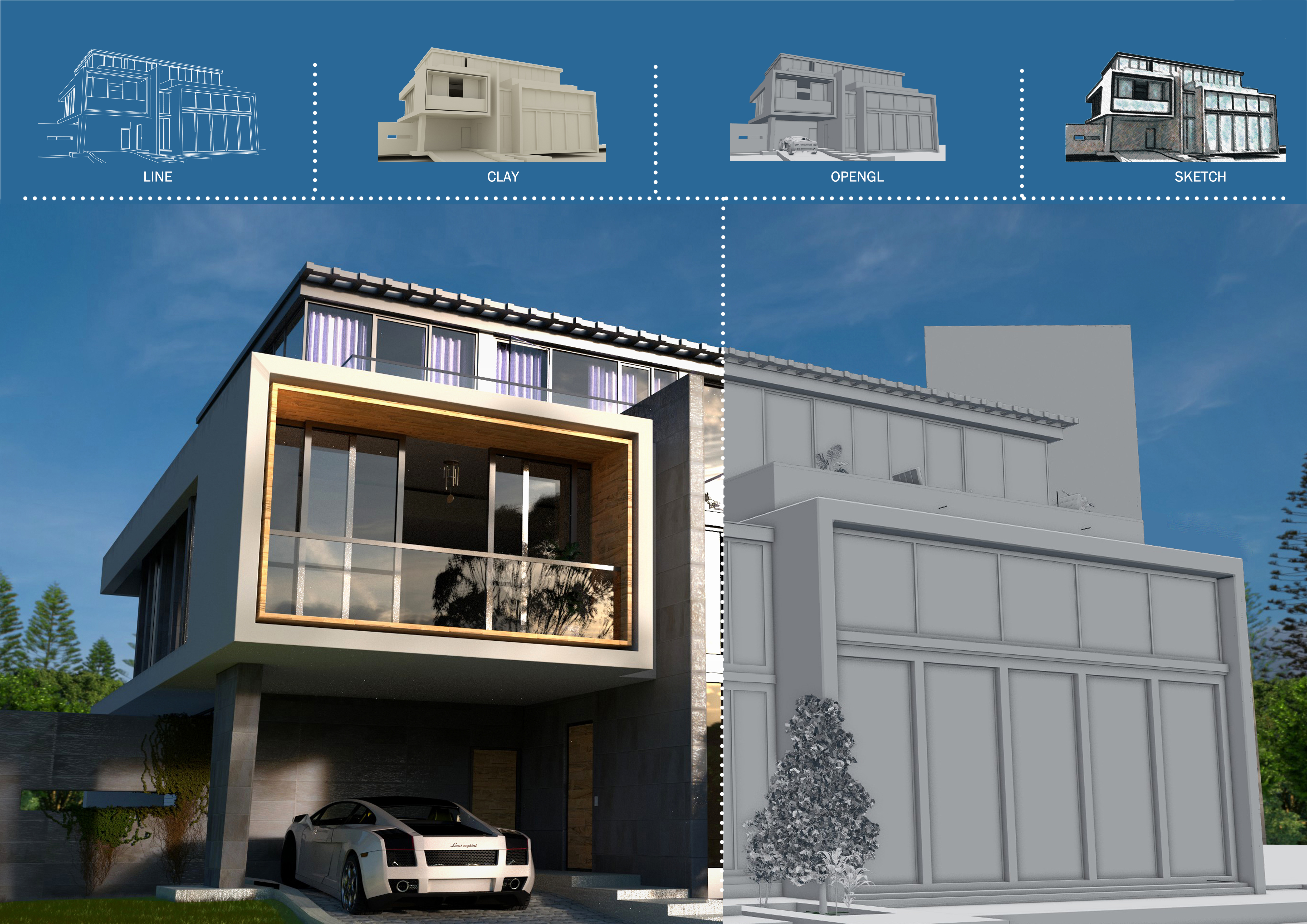
異なるレンダリングスタイルを示す同じ建築レンダリング

プレゼンテーション目的で3次元モデリングソフトウェアまたはその他のコンピューターソフトウェアを使用してコンピューターによって生成される画像は、一般に「コンピューター生成レンダリング」と呼ばれるが レンダリング手法はさまざま。一部の方法では、シンプルなフラット画像または基本的な影付きの画像を作成したり一般的な手法では、洗練されたソフトウェアを使用して、正確な照明と素材を近似する。この手法は「フォトリアル」レンダリングと呼ばれることがよくあるが、レンダリングは通常、以下のようなプレゼンテーション、マーケティング、およびデザイン分析の目的で作成される。
- スタディ用レンダリング
- 3Dウォークスルーとアニメーション（映画）による飛行
- バーチャルツアー
- 間取り図検討
- 写真のリアルな3Dレンダリング
- リアルタイム3Dレンダリング
- パノラマレンダリング
- 光と影（ sciography ）研究レンダリング
- リノベーションレンダリング（フォトモンタージュ）
- その他

3Dレンダリングは、不動産のマーケティングと販売で重要な役割を果たしまた、実際に建物を建設する前に、設計に関連した決定を下すこともでき、したがって、建物の設計とその視覚的側面のスタディに役立つ。

## 一般的なタイプの建築レンダリング
建築レンダリングは、多くの場合、外部レンダリング、内部レンダリング、および空中レンダリングの3つのサブタイプに分類される。
外部レンダリングは、視点または視点が建物の外側にある画像として定義され、内部レンダリングは視点または視点が建物の内側にある画像として定義されており、空中レンダリングは外部レンダリングに似ているが、それらの視野角は建物の外側と上空にあり、通常は斜めに見下ろした感じを表現する 。

## 手描きのレンダリングまたは建築図
3Dコンピューターモデリングが一般的になるまでは、建築レンダリングは手作業で生成されていた。このため手描きを完全な手作業で作成する建築イラストレーターと、手描き/ペイントとコンピューター生成色および/または線画を組み合わせて使用するイラストレーターが現在においても存在する。手作業による建築レンダリングの一般的な媒体には水彩、色鉛筆、ゴーシュ、グラファイトまたはチャコールペンシルなどがある。

## 賞
- ヒュー・フェリス記念賞 (Hugh Ferriss Memorial Prize) ：建築のグラフィック表現における卓越性が認められ、アメリカ建築イラストレーター協会によって授与される分野最高の賞
- CGarchitect Architectural 3D Awardsは、CGarchitect.comによって、 コンピューター生成の建築レンダリングの分野での顕著な功績が認められて授与。この賞は2004年に始まり、5つの主要カテゴリーで賞を形成。ベスト建築イメージ、ベスト建築フィルム、ベスト学生イメージ、ベスト学生フィルム、ベストインタラクティブプレゼンテーション/エマージングテクノロジーなどがある

## 教育
伝統的にレンダリングテクニックは、「マスタークラス」の実践（ エコール・デ・ボザールなど ）で教えられていた。そこでは、学生が美術の研究において創造的に講師と協力してすすめる。現代の建築家は手描きのスケッチ、ペンとインクの描画、水彩画のレンダリングを使用して、アーティストのビジョンでデザインを表現。建築イラストレーターはコンピュータグラフィックスで利用される最新の媒体で生成している。
過去20〜30年の間に、多くのプロの建築イラストレーターは、まず建築の教育を受けた後、イラストレーションを修め（ほとんど独学）、スキルが進むにつれて専門職に移行していく。

### 業界団体
- アメリカ建築イラストレーター協会（ASAI）
- ニューヨークレンダラー協会
- 建築イラストレーション学会（SAI）

### Webリンク
- tektorum.deでのアーキテクチャプレゼンテーションのディスカッションフォーラム -Plangrafik、CAAD、3D視覚化、画像編集、手描き、モデル作成に関するディスカッション